# Đại học Hàng không dân dụng Trung Quốc
Đại học Hàng không Dân dụng Trung Quốc (tiếng Hoa: 中国民航大学) là một trường đại học tại thành phố Thiên Tân, Trung Quốc. Trường trực thuộc quản lý của Cục Hàng không Dân dụng Trung Quốc. Trường được thành lập ngày 25 tháng 9 năm 1951, nằm giáp sân bay quốc tế Tân Hải Thiên Tân, có hai cơ sở phía Bắc và phía Nam với tổng diện tích 1,03 triệu m². Hiện nay trường có 9 viện, 5 khoa, 7 chuyên ngành thạc sĩ, 17 chuyên ngành sau đại học, 15 chuyên ngành đào tạo nghề. Trường hiện có 10.000 sinh viên, bao gồm 6200 sinh viên đại học và sau đại học, 2500 sinh viên trung cấp chuyên nghiệp, 2000 tại chức, 50 sinh viên nước ngoài. Đội ngũ cán bộ có hơn 1000 người, trong đó có 450 giảng viên (34 giáo sư, 162 phó giáo sư, gần 200 thạc sĩ và tiến sĩ).